# Рабоданж
Рабода́нж (фр. Rabodanges) — колишній муніципалітет у Франції, у регіоні Нормандія, департамент Орн. Населення — 136 осіб (2011).
Муніципалітет був розташований на відстані близько 195 км на захід від Парижа, 45 км на південь від Кана, 50 км на північний захід від Алансона.

## Історія
До 2015 року муніципалітет перебував у складі регіону Нижня Нормандія. Від 1 січня 2016 року належав до нового об'єднаного регіону Нормандія.
1 січня 2016 року Рабоданж, Шенедуї, Ла-Форе-Овре, Ла-Френе-о-Соваж, Меній-Жан, Пютанж-Пон-Екрепен, Ле-Ротур, Сент-Обер-сюр-Орн i Сент-Круа-сюр-Орн було об'єднано в новий муніципалітет Пютанж-ле-Лак.

## Демографія
Динаміка населення (Insee ):
Розподіл населення за віком та статтю (2006):
| Стать | Всього | До 15 років | 15-24 | 25-44 | 45-64 | 65-85 | Понад 85 |
| --- | ------ | ----------- | ----- | ----- | ----- | ----- | -------- |
| Чоловіки | 92     | 20          | 12    | 24    | 24    | 8     | 4        |
| Жінки | 72     | 12          | 8     | 8     | 20    | 16    | 8        |
| \| Статево-вікова піраміда \| Статево-вікова піраміда \| Статево-вікова піраміда \| \| ----------------------- \| ----------------------- \| ----------------------- \| \| Чоловіки \| Вік \| Жінки \| \| 4 \| 85 + \| 8 \| \| 0 \| 80-84 \| 8 \| \| 4 \| 75-79 \| 0 \| \| 4 \| 70-74 \| 4 \| \| 0 \| 65-69 \| 4 \| \| 8 \| 60-64 \| 0 \| \| 8 \| 55-59 \| 8 \| \| 4 \| 50-54 \| 12 \| \| 4 \| 45-49 \| 0 \| \| 0 \| 40-44 \| 4 \| \| 12 \| 35-39 \| 4 \| \| 4 \| 30-34 \| 0 \| \| 8 \| 25-29 \| 0 \| \| 4 \| 20-24 \| 8 \| \| 8 \| 15-20 \| 0 \| \| 8 \| 10-14 \| 8 \| \| 12 \| 5-9 \| 0 \| \| 0 \| 0-4 \| 4 \| |        |             |       |       |       |       |          |
| Статево-вікова піраміда |        |             |       |       |       |       |          |
| Чоловіки | Вік    | Жінки       |       |       |       |       |          |
| 4 | 85 +   | 8           |       |       |       |       |          |
| 0 | 80-84  | 8           |       |       |       |       |          |
| 4 | 75-79  | 0           |       |       |       |       |          |
| 4 | 70-74  | 4           |       |       |       |       |          |
| 0 | 65-69  | 4           |       |       |       |       |          |
| 8 | 60-64  | 0           |       |       |       |       |          |
| 8 | 55-59  | 8           |       |       |       |       |          |
| 4 | 50-54  | 12          |       |       |       |       |          |
| 4 | 45-49  | 0           |       |       |       |       |          |
| 0 | 40-44  | 4           |       |       |       |       |          |
| 12 | 35-39  | 4           |       |       |       |       |          |
| 4 | 30-34  | 0           |       |       |       |       |          |
| 8 | 25-29  | 0           |       |       |       |       |          |
| 4 | 20-24  | 8           |       |       |       |       |          |
| 8 | 15-20  | 0           |       |       |       |       |          |
| 8 | 10-14  | 8           |       |       |       |       |          |
| 12 | 5-9    | 0           |       |       |       |       |          |
| 0 | 0-4    | 4           |       |       |       |       |          |

## Економіка
2010 року серед 78 осіб працездатного віку (15—64 років) 56 були активними, 22 — неактивними (показник активності 71,8%, у 1999 році було 67,9%). З 56 активних мешканців працювала 51 особа (30 чоловіків та 21 жінка), безробітними було 5 (1 чоловік та 4 жінки). Серед 22 неактивних 6 осіб було учнями чи студентами, 11 — пенсіонерами, 5 були неактивними з інших причин.

У 2010 році в муніципалітеті числилось 67 оподаткованих домогосподарств, у яких проживали 144,0 особи, медіана доходів виносила 17 226 євро на одного особоспоживача